# ردندرة كندية
ردندرة كندية (الاسم العلمي:Rhododendron canadense) هي نوع من النباتات تتبع جنس الردندرة من الفصيلة الخلنجية.